# Schwarzenbach an der Gölsen
Schwarzenbach an der Gölsen ist eine Ortschaft und als Schwarzenbach eine Katastralgemeinde der Gemeinde St. Veit an der Gölsen im Bezirk Lilienfeld in Niederösterreich.

## Geschichte
Laut Adressbuch von Österreich waren im Jahr 1938 in Schwarzenbach ein Drechsler, zwei Gastwirte, drei Gemischtwarenhändler und zahlreiche Landwirte ansässig.

### Siedlungsentwicklung
Zum Jahreswechsel 1979/1980 befanden sich in der Katastralgemeinde Schwarzenbach insgesamt 81 Bauflächen mit 68.778 m² und 107 Gärten auf 399.638 m², 1989/1990 gab es 83 Bauflächen. 1999/2000 war die Zahl der Bauflächen auf 302 angewachsen und 2009/2010 bestanden 181 Gebäude auf 298 Bauflächen.

## Kultur und Sehenswürdigkeiten

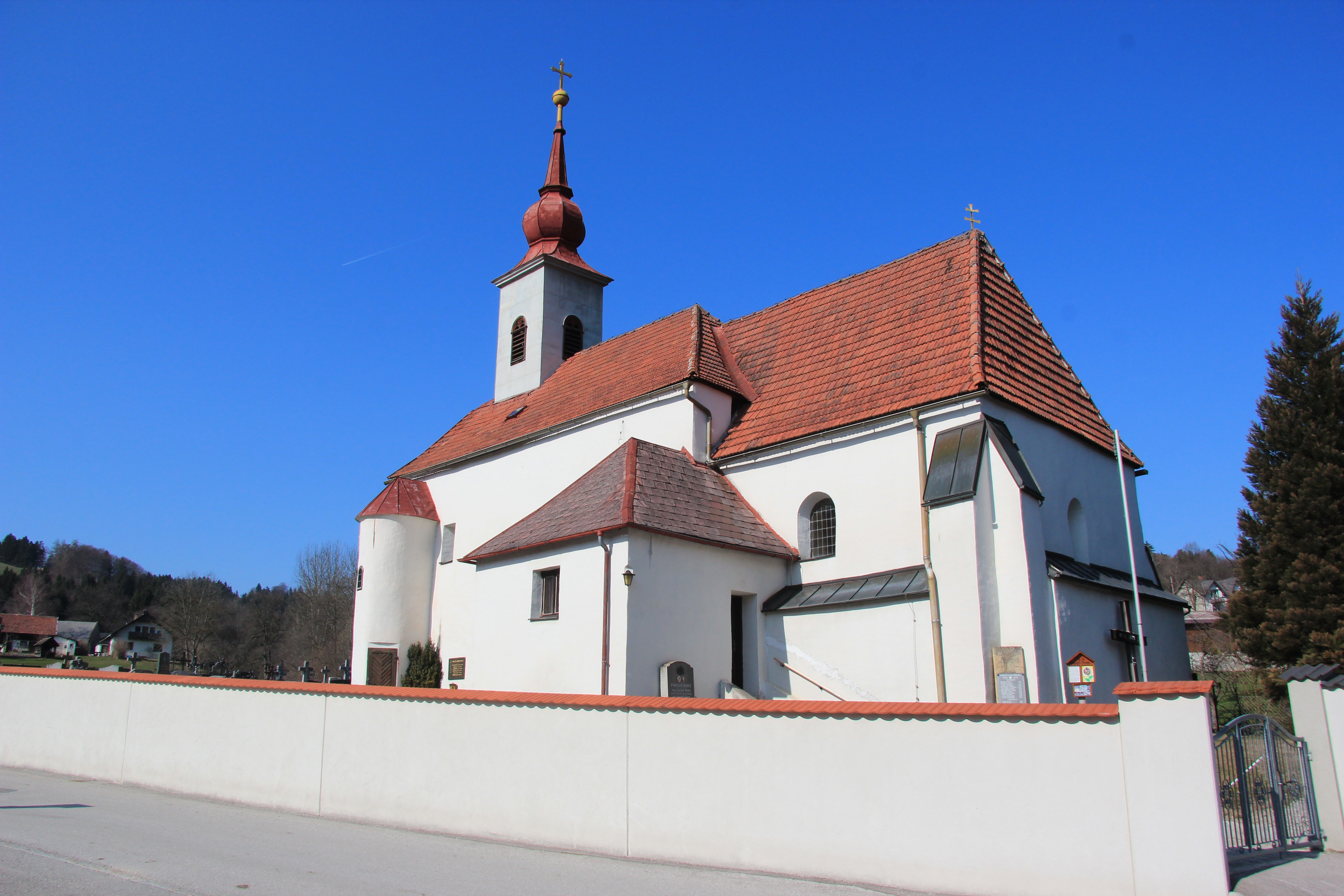
Pfarrkirche Schwarzenbach an der Gölsen

- Pfarrkirche Schwarzenbach an der Gölsen, Hll. Petrus und Paulus

## Wirtschaft und Infrastruktur

### Bodennutzung
Die Katastralgemeinde ist landwirtschaftlich geprägt. 728 Hektar wurden zum Jahreswechsel 1979/1980 landwirtschaftlich genutzt und 535 Hektar waren forstwirtschaftlich geführte Waldflächen. 1999/2000 wurde auf 708 Hektar Landwirtschaft betrieben und 579 Hektar waren als forstwirtschaftlich genutzte Flächen ausgewiesen. Ende 2018 waren 698 Hektar als landwirtschaftliche Flächen genutzt und Forstwirtschaft wurde auf 569 Hektar betrieben. Die durchschnittliche Bodenklimazahl von Schwarzenbach beträgt 27,3 (Stand 2010).